# Круглая скульптура

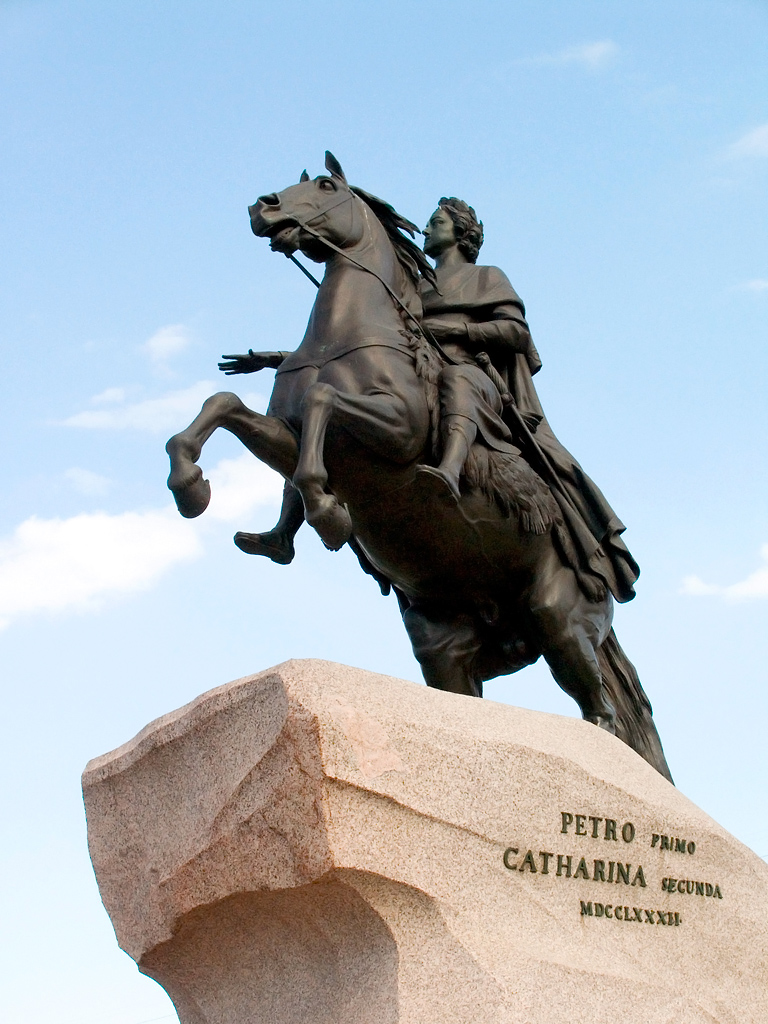
Пример круглой скульптуры («Медный всадник», Санкт-Петербург)

Кру́глая скульпту́ра — вид скульптуры, которая представляет собой произведение трёхмерного объёма (обозримая со всех сторон). Главные типы круглой скульптуры — бюст, статуя, скульптурная группа. Эта скульптура предназначена, в основном, для кругового осмотра.
Круглая скульптура делится на три вида: монументальную, монументально-декоративную и станковую. Первая призвана выделяться на улицах и в архитектурных ансамблях, характеризуется общественно-значимой тематикой и пафосным исполнением. Вторая наоборот, должна гармонировать с окружающей средой и предназначена для украшения. Станковая скульптура предназначена для закрытых помещений. Кроме того, круглая скульптура подразделяется по жанрам: статуи (изображения человека в рост), скульптурные группы (объединения фигур), портреты (в том числе выполненные в виде статуй или скульптурных групп — групповые портреты) и анималистические произведения.